# Jim Hurtubise
James Hurtubise (5 de dezembro de 1932 – 6 de janeiro de 1989) foi um automobilista norte-americano que esteve em vinte e duas (dez) 500 Milhas de Indianápolis, (uma quando a prova fazia parte do calendário da Fórmula 1 de 1950 até 1960): 1960, 1961, 1962, 1963, 1964, 1965, 1966, 1967 (não se classificou), 1968, 1969 (não se classificou) e 1970 (não se classificou), 1971 (não se classificou), 1972, 1973 (não se classificou), 1974, 1975 (não se classificou), 1976 (não se classificou), 1977 (não se classificou), 1978 (não se classificou), 1979 (não se classificou), 1980 (não se classificou), 1981 (não se classificou).
Ele também disputou 36 corridas na NASCAR, vencendo uma.